# 法観寺
法観寺（ほうかんじ）は、京都市東山区八坂上町にある臨済宗建仁寺派の寺院。山号は霊応山。本尊は五智如来。飛鳥時代に創建された、京都で最も古い寺院の一つ。境内は京都市指定の史跡。古代には八坂寺（やさかでら）と称された。
東山西裾の台地上に立つ五重塔は通称「八坂の塔」と呼ばれ、東山周辺のランドマークとなっている。現在の寺域は狭小で、15世紀に再建された五重塔以外に目立った建築物はないものの、法灯は脈々と続いている。八坂神社～清水寺間（約1Km）のほぼ中間に位置する。

## 歴史
寺伝によれば、如意輪観音の夢告によって教示された聖徳太子が五重塔を建立して仏舎利を納めたと伝える（『法観雑記』所収「山城州東山法観寺仏舎利塔記」永享12年〈1440年〉足利義教記文）。時は崇峻天皇己酉歳（崇峻天皇2年＝589年）と記す。
聖徳太子開基説は「山城州東山法観禅寺仏舎利塔記」（暦応元年〈1338年〉清拙正澄撰）にもみられ、近世の地誌類は概ねこの説に従うものが多いが、いずれの史料も中世前期の記録であり信憑性には疑義がある。ただし、2009年（平成21年）の調査により、7世紀に製作された塼仏や礎石および古代瓦などの遺跡が発掘されたことで、その創建は平安京遷都以前の飛鳥時代にまでさかのぼる古い寺院であることが確認されている。出土する瓦の年代から天武朝創建の可能性が高いという。創建時の伽藍配置は不詳であるが、四天王寺式伽藍配置説と法隆寺式伽藍配置説の二説があり決着していない。造営に関しては、高句麗から渡来して八坂郷に定着し、平安時代に八坂造（やさかのみやつこ）となった氏族がその推進者であったとの見方が有力である。
寺号は当初は八坂寺と称され、文献上の初見は『続日本後紀』の承和4年（837年）条に見られる。同じく平安時代の書物『延喜式』にも、二度にわたりこの寺の名が出てくる。巻十五の内蔵寮の項では菖蒲佩を供える一五の寺のなかに、巻三十三の大膳下の項では大膳職から盂蘭盆供養料を給される七寺の一つとしてその名が記されており、当時は官寺に準じる扱いをうけていたとみえる。
その後、寺勢は衰えたが、仁治元年（1240年）に建仁寺8世の済翁証救が入寺して中興し、臨済宗建仁寺派に属する禅寺となった。現寺号の法観寺はこの時からのもの。

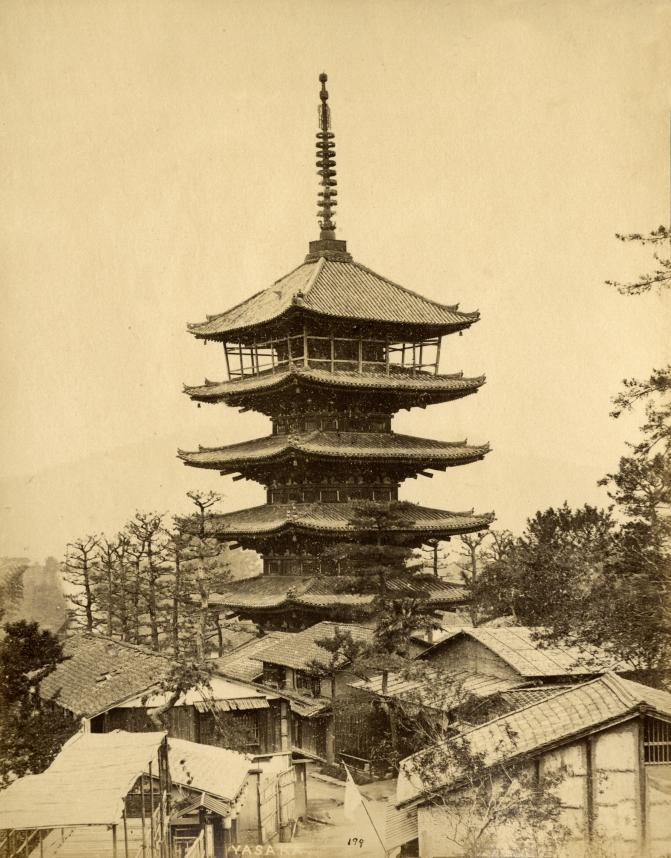
古写真にみえる五重塔（1868年～1895年の間に撮影）

現存する五重塔は次に記す三度の火災で焼失した後の15世紀の再建であるが、古代寺院に特有の地下式の心礎（心柱の礎石）が残っていることから、創建以来、歴代の塔はいずれも同じ塔跡の上に再建されてきたと考えられる。最初の焼失は平安時代末期の治承3年（1179年）、清水寺と祇園社（八坂神社）の抗争に巻き込まれたもので、建久2年（1191年）に源頼朝の援助により再建された。その後正応4年（1291年）に落雷で焼失し、延慶2年（1309年）に後宇多天皇の援助で再建。現在の塔は、永享8年（1436年）の東山地域での大火による焼失（『看聞日記』）後、同12年（1440年）に将軍足利義教の援助により、寺内で唯一再建されたものである。
この間、暦応元年（1338年）より、夢窓疎石の勧めによって足利尊氏が全国に安国寺、利生塔を建てたが、都の利生塔としてはこの塔を充て仏舎利を奉納した。
戦国時代には、地方から上洛した大名が八坂の塔に定紋入りの旗を掲げることによって、誰が新しい支配者・天下人になったかを世人に知らせたという。また、大島光義が豊臣秀次の命でこの塔の窓に矢を十本射込んで見せたという。
平安時代、境界を接して八坂東院と通称される道場院があり（『続日本後紀』）、これは後に「雲居寺」とも称された。『元亨釈書』によれば、天暦2年（948年）雲居寺の僧浄蔵が西に傾いた八坂寺の塔身を加持によって復元させたとの伝説を伝える。

## 境内
- 五重塔（重要文化財） - 永享12年（1440年）再建。高さ46mで東寺、興福寺の五重塔に次ぐ高さをもつ純和様、本瓦葺の建築である。中心の礎石は創建当初のものが残っておりそのまま使われている。初層内部には大日如来を中心とする本尊・五智如来像を安置する。縁、高欄が五重目にしか付いていない珍しい建築様式である。塔は重要文化財に指定されている。
- 薬師堂（京都市指定有形文化財） - 薬師如来、日光菩薩、月光菩薩、夢見地蔵菩薩、さらに十二神将像が安置されている。
- 太子堂（京都市指定有形文化財） - 聖徳太子の3歳と16歳の像がある。
- 八坂稲荷神社 - 祭神：八坂稲荷尊天。鎮守社。
- 茶室「聴鐸庵」 - 五重塔の風鐸の音を聞くことができることから聴鐸庵という。
- 木曾義仲の首塚 - 朝日塚ともいう。近くの旅館前にあった塚を境内に移したとされる[15]。
- 藤原数子の墓
- 庫裏

## 文化財

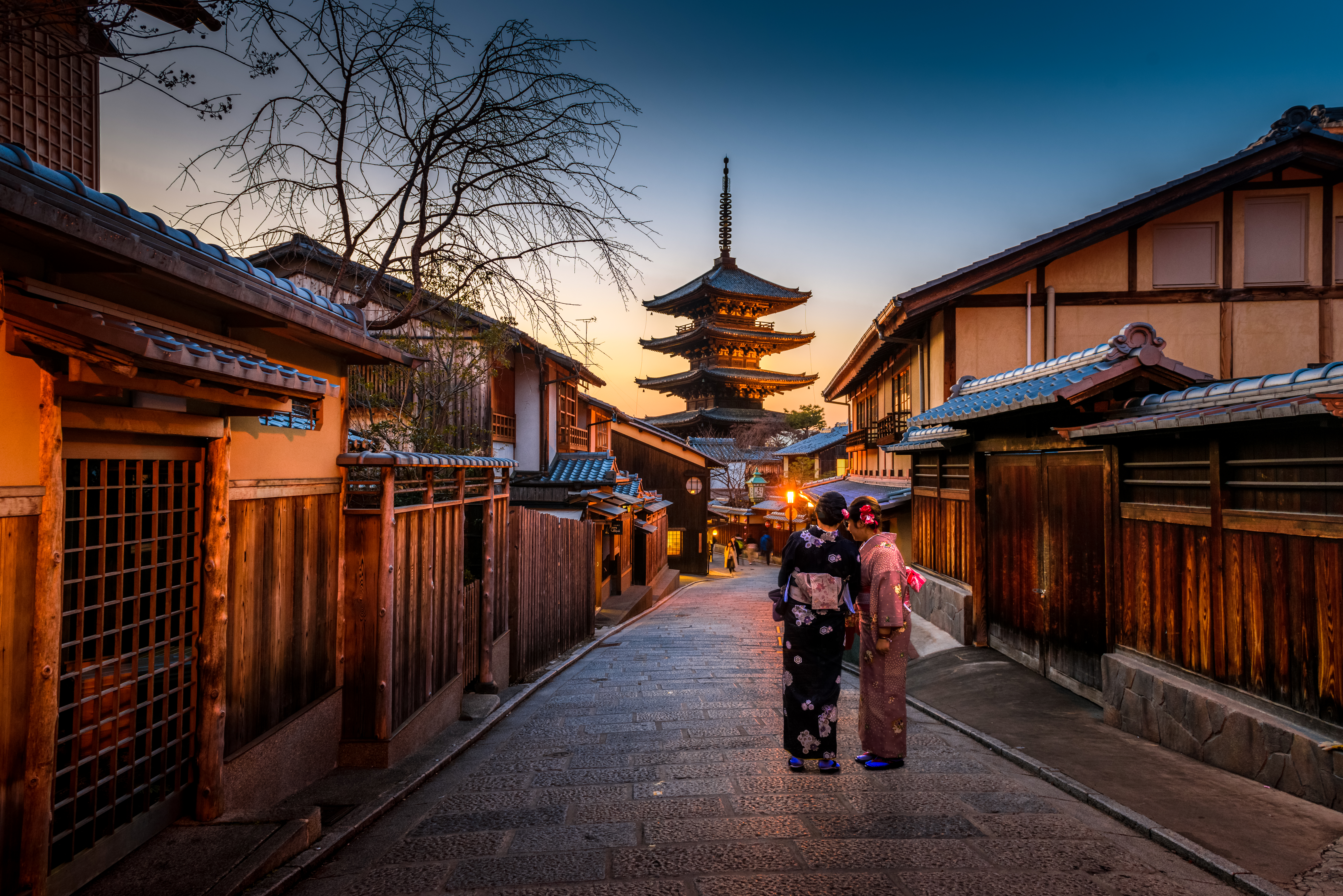
八坂上町の町並みと五重塔

### 重要文化財
- 五重塔
- 紙本著色八坂塔絵図（法観寺参詣曼荼羅）

### 京都市指定有形文化財
- 薬師堂
- 太子堂

## 拝観

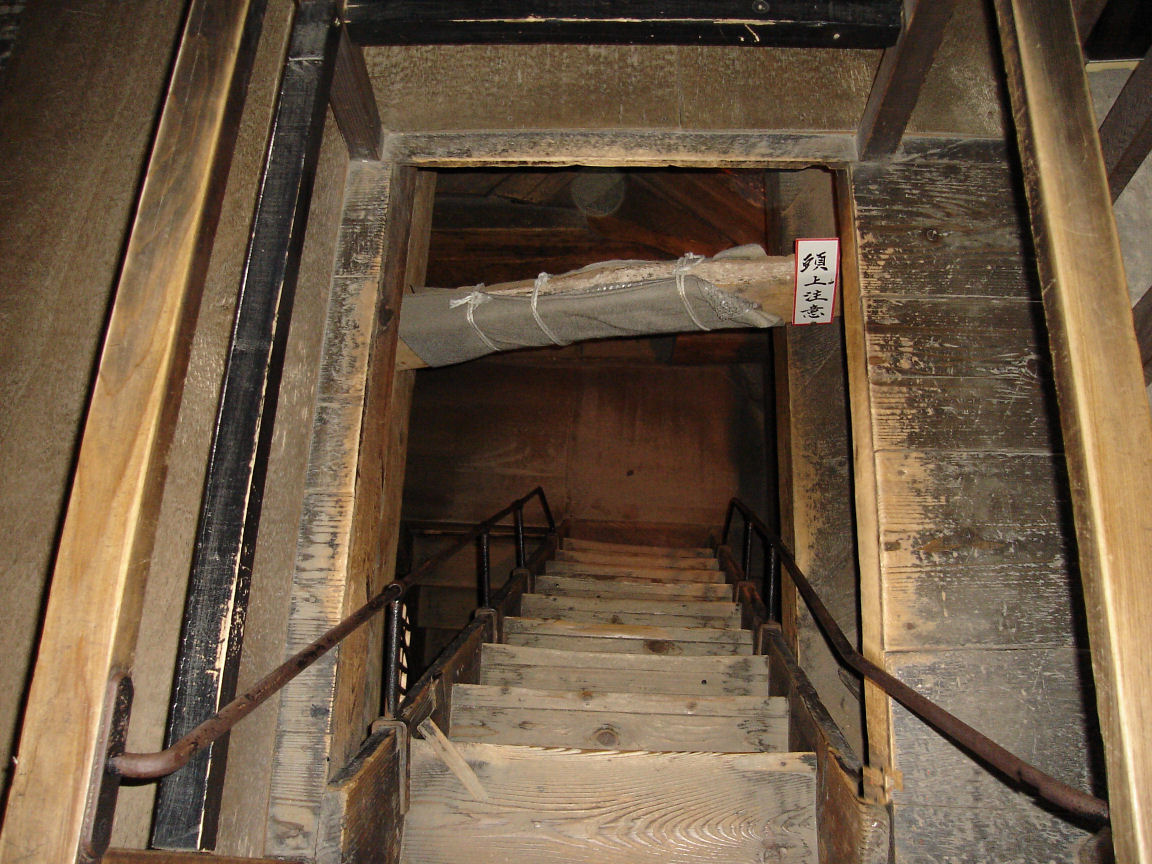
五重塔内部

八坂の塔は内部に入ることができるうえに、塔の2層目まで一般人が普段から拝観で登ることができる日本唯一の重要文化財指定の五重塔である。ただし、公開は不定期（寺院関係者の都合の良い日のみ）であり、10:00 - 15:00という公開時間も、天候や寺院関係者の都合等により早く閉鎖されることもある。シーズン中の週末に公開日は集中するが、シーズン中の週末でも悪天候時は休むことが多く、好天の週末に休むこともあり「必ず内部を拝観できる日」は存在しない。稀に平日に開いていることもある。そのため、確実に拝観したい場合は事前に電話等で確認が必要。
塔の内部に入ると仏像・壁画や礎石・心柱を見ることができる。急な階段を2層目まで登ると、窓ごしに町並みを展望できる。しかし、横を通る八坂通りから境内が見渡せることもあり、有料拝観者はそれほど多くない。また、塔内の階段が急で危険なため、中学生未満の拝観はできない。悪天候時に拝観を休むのも、濡れた靴では階段でスリップする可能性が高まることも一因である。古い写真を見ると、最上層に金網が張っており、拝観者が最上層まで登れたことがわかる。

## 周辺
- 高台寺
- 圓徳院
- 霊山観音
- 清水寺
- 金剛寺